# RAX2
RAX2 (англ. Retina and anterior neural fold homeobox 2) – білок, який кодується однойменним геном, розташованим у людей на короткому плечі 19-ї хромосоми. Довжина поліпептидного ланцюга білка становить 184 амінокислот, а молекулярна маса — 20 086.
| 10         |  | 20         |  | 30         |  | 40         |  | 50         |
| ---------- |  | ---------- |  | ---------- |  | ---------- |  | ---------- |
| MFLSPGEGPA |  | TEGGGLGPGE |  | EAPKKKHRRN |  | RTTFTTYQLH |  | QLERAFEASH |
| YPDVYSREEL |  | AAKVHLPEVR |  | VQVWFQNRRA |  | KWRRQERLES |  | GSGAVAAPRL |
| PEAPALPFAR |  | PPAMSLPLEP |  | WLGPGPPAVP |  | GLPRLLGPGP |  | GLQASFGPHA |
| FAPTFADGFA |  | LEEASLRLLA |  | KEHAQALDRA |  | WPPA       |  |            |

A: Аланін

D: Аспарагінова кислота

E: Глутамінова кислота

F: Фенілаланін

G: Гліцин

H: Гістидин

K: Лізин

L: Лейцин

M: Метіонін

N: Аспарагін

P: Пролін

Q: Глутамін

R: Аргінін

S: Серин

T: Треонін

V: Валін

W: Триптофан

Задіяний у таких біологічних процесах, як транскрипція, регуляція транскрипції. 
Білок має сайт для зв'язування з ДНК. 
Локалізований у ядрі.